# Otton de Poitiers
Pour les articles homonymes, voir Othon.
Otton/Othon de Poitiers est un prélat français du XIVe siècle, évêque de Verdun, issu de la maison de Poitiers.

## Biographie

### Origines
Otton (ou Othon) est le fils d'Aymar V de Poitiers, comte de Valentinois et de Diois, et de Sybille de Baux, fille de Raymond III des Baux. Il a pour frères Louis, successeur de leur père, Guillaume, évêque de Langres, et Henri, évêque de Gap puis de Troyes.
Par testament, en 1339, son père lui lègue le château de Montmeyran, « à la condition qu'il le rendrait à son héritier universel, dès qu'il aurait obtenu 5oo livres de revenu en bénénces ecclésiastiques ». Ainsi, en 1342, il cède l'ensemble de ses droits à son fère Louis.

### Carrière ecclésiastique
Otton est abbé de Saint-Pierre de Châlons. Il est élu évêque de Verdun, en 1350. Othon de Poitiers ne reste dans ce diocèse qu'environ 15 mois.
Les maladies contagieuses qui font mourir en 1351 un très-grand nombre de personnes dans la ville de Verdun, le dégoûtent de l'évêché et il le résigne à  Hugues de Bar, qui lui succède, sous une pension de 1 300 florins.
Otton retourne à la cour d'Avignon.